# Поденсе, Даниэл
Даниэ́л Каште́лу Поде́нсе (порт. Daniel Castelo Podence; род. 21 октября 1995, Оэйраш) — португальский футболист, вингер клуба «Аш-Шабаб». Играл за сборную Португалии.

## Клубная карьера
Поденсе — воспитанник клубов «Белененсиш» и лиссабонского «Спортинга». 3 февраля 2013 года в матче против дубля «Маритиму» он дебютировал в Сегунда лиге в составе дублирующего состава последних. 21 ноября 2014 года в поединке Кубка Португалии против «Эшпинью» Даниэл дебютировал за основной состав. По итогам сезона он стал его обладателем. Летом 2016 года Поденсе на правах полугодовой аренды перешёл в «Морейренсе». 17 сентября в матче против «Эшторил-Прая» он дебютировал в Сангриш лиге. 29 октября в поединке против «Тондела» Даниэл забил свой первый гол за «Морейренсе». В составе клуба он стал обладателем Кубка португальской лиги. В начале 2017 года Поденсе вернулся в «Спортинг». 4 февраля в матче против «Порту» он дебютировал за «львов» в чемпионате.
Летом 2018 года Поденсе перешёл в греческий «Олимпиакос», подписав контракт на 5 лет. Сумма трансфера составила 3 млн евро.

### «Вулверхэмптон»
30 января 2020 года Даниэл Поденсе стал игроком английского клуба «Вулверхэмптон Уондерерс». Сумма трансфера составила 16,6 миллиона фунтов стерлингов, контракт заключён до лета 2024 года.

### «Аш-Шабаб»
3 сентября 2024 года присоединился к саудовскому клубу «Аш-Шабаб».

## Международная карьера
В 2017 году в составе молодёжной сборной Португалии Поденсе принял участие в молодёжном чемпионате Европы в Польше. На турнире он сыграл в матчах против команд Сербии, Испании и Македонии. В поединке против македонцев Даниэл забил гол.

## Достижения
«Спортинг»
- Обладатель Кубка Португалии: 2014/15
- Обладатель Кубка португальской лиги: 2017/18

«Морейренси»
- Обладатель Кубка португальской лиги: 2016/17

«Олимпиакос»
- Чемпион Греции: 2019/20
- Победитель Лиги Конференций: 2023/24